# Phaedinus hirtipes
Phaedinus hirtipes är en skalbaggsart som beskrevs av Friedrich F. Tippmann 1960. Phaedinus hirtipes ingår i släktet Phaedinus och familjen långhorningar. Inga underarter finns listade i Catalogue of Life.